# Флакпанцер Гепард
Флакпанцер Гепард (на немски: Flugabwehrkanonenpanzer Gepard, в превод: противовъздушна оръдейна установка Гепард) е автономна, независима от времето германска самоходна противовъздушна установка. Въпреки че е разработена и използвана през 1970-те, тя е модернизирана няколко пъти и все още е сред основните противовъздушни установки на германската армия.

## Описание
Гепард е базиран на шасито на Леопард 1. Върху него е разположен въртящ се купол, на който е разположено основното въоръжение от двойка 35 мм автоматични оръдия Oerlikon KDA и две радарни установки. Първата е търсещ радар, разположен в задната част на купола, а втората е следящ радар. В предната част на купола между двете оръдия е разположен лазер за определяне разстояние.
Оръдията са с дължина 90 калибра (3,15 м) и начална скорост на снаряда от 1440 м/с (FAPDS – frangible, armour piercing, discarding sabot rounds), което осигурява ефективен обхват на стрелба от 5500 м. Автоматичните оръдия KDA могат да стрелят с два различни вида боеприпаси, обикновено разделени на 320 противовъздушни и 20 бронебойни снаряда на оръдие. Общата скорострелност на двете оръдия е 1100 снаряда в минута.
Електрически задвижвания купол се захранва от генератор с мощност 40 kW задвижван от 4-цилиндров, 3,9 литров многогоривен двигател Мерцедес-Бенц ОМ 314.
През 1980-те формации въоръжени със Стингър придружават машините Гепард, за да се възползват от големия им обхват на засичане. Съществува разработка за комбиниране на двете в единна установка.
Разработката на Гепард започва през 1963 г. През 1969 г. е изработена серия А от четири прототипа тестващи 30 и 35 мм оръдия. На 25 юни 1970 г. е взето решение да се използва 35 мм версия. През 1971 г. е поръчана втора серия В от прототипи. Същата година холандската армия поръчва серия СА от пет машини, базирани на паралелна разработка използваща шасито на Леопард 1. Тя е пусната от германското правителство през март 1970 г. като прототип С. Германците създават още две серии – В1 и В2R. На 5 февруари 1973 г. е взето политическо решение за произвеждане на тази разновидност. През септември 1973 г. е подписан договор с Краус-Мафай за 432 В2 купола и 420 шасита на обща стойност 1 200 000 000 марки. Всяка машина е проблизително три пъти по-скъпа от обикновена версия на Леопард 1. Първата машина е доставена през декември 1976 г. Белгия поръчва 55 машини идентични с германската версия. Холандия поръчва три партиди СА1, СА2 и СА3 или общо 95 машини екипирани с радарни системи Филипс.

## Разновидности
Съществуват две разновидности на Гепард на бойна служба – немска и холандска. Втората има различна радарна установка.
Германия
- Търсещ радар: диапазон S (между 2 и 4 гигахерца), обхват 15 км
- Следящ радар: диапазон Ku (между 11 и 14,5 гигахерца), обхват 15 км
- Лазер за определяне разстоянието до обекта

Холандия
- Търсещ радар: диапазон X (между 7 и 12,5 гигахерца), обхват 15 км
- Следящ радар: диапазон X/Ka, обхват 13 км

Холандската версия носи официалното название PRTL (на нидерландски: PantserRupsTegenLuchtdoelen, в превод: бронирана верижна противовъздушна установка). Въвеждането на въоръжение е обявено публично посредством снимка на първата машината зачислена към рота В (C-Company). По традиция всички холандски машини в дадена рота получават име с първата буква на ротата. В този случай Гепард (Cheetah). Това е причина за чести грешки в публикации по темата. По тази причина през 2000 г., след обновяване на установката, холандските военни правят Гепард официално наименование.

## Оператори
- Германия (377 първоначално произведени, 94 на въоръжение)
- Холандия (60)
- Белгия (55 снети от въоръжение)
- Румъния (43 необновени, бивша собственост на Бундесвера)
- Чили (30+) – (12 за всяка бронетанкова бригада, общо 5 бригади)[1]